# Max Hastings
Sir Max Hugh Macdonald Hastings (sinh ngày 28 tháng 12 năm 1945) là một nhà báo và nhà sử học quân sự người Anh, ông từng làm việc dưới vai trò phóng viên tại nước ngoài của BBC, tổng biên tập của tờ The Daily Telegraph, biên tập viên của tờ Evening Standard. Ông cũng là tác giả của rất nhiều cuốn sách, chủ yếu về lĩnh vực quốc phòng, trong đó nhiều cuốn đã giành được những giải thưởng lớn. Hastings hiện đang viết một chuyên mục hai tháng một kỳ cho tạp chí Bloomberg Opinion.

## Thời thơ ấu
Cha của Hastings là ông Macdonald Hastings, một nhà báo và phóng viên chiến trường, mẹ của ông là bà Anne Scott-James, một biên tập viên của tờ Harper ' s Bazaar. Ông theo học tại trường Charterhouse và sau đó là Cao đẳng University tại Oxford, nơi mà ông chỉ theo học một năm.

## Sự nghiệp
Sau khi rời Oxford, Hastings đã chuyến đến sống tại Mỹ, làm việc một năm (1967-68) với vai trò là thành viên của Viện báo chí thế giới. Tại đây, ông xuất bản cuốn sách đầu tay America, 1968: The Fire This Time, nói về nước Mỹ trong một năm bầu cử đầy náo động. Ông sau đó trở thành một phóng viên tại nước ngoài, đưa tin từ hơn sáu mươi quốc gia và mười một cuộc chiến tranh cho chương trình thời sự Twenty-Four Hours của đài BBC và cho chương trình Evening Standard ở Luân Đôn.
Hastings là nhà báo đầu tiên tới Cảng Stanley trong giai đoạn diễn ra cuộc Chiến tranh Falkland vào năm 1982. Sau mười năm làm biên tập viên và sau đó là tổng biên tập của tờ The Daily Telegraph, ông đã quay lại làm việc cho Evening Standard với vai trò là biên tập viên từ năm 1996 cho tới lúc nghỉ hưu vào năm 2002. Hastings được phong danh hiệu Hiệp sĩ vào năm 2002 cho những đóng góp của mình với ngành báo chí. Ông cũng được ứng cử trở thành thành viên của hội ăn tối được biết đến với cái tên The Other Club vào năm 1993.
Ông đã thực hiện một số bộ phim tài liệu lịch sử cho BBC và cũng là tác giả của nhiều cuốn sách, trong đó có cuốn Bomber Command, đã giúp ông giành được giải thưởng Somerset Maugham cho thể loại sách phi hư cấu vào năm 1980. Cả hai cuốn Overlord và The Battle for the Falklands của ông cũng đã giành được giải thưởng Cuốn sách của năm của tờ Yorkshire Post. Ông được trao tặng giải thưởng Nhà báo của năm và Phóng viên của năm tại Giải thưởng Báo chí Anh năm 1982, và sau đó là giải Biên tập viên của năm tại lễ trao giải năm 1988. Năm 2010, ông nhận Huân chương Westminster của Royal United Services Institute cho "những đóng góp trọn đời đối với văn học quân sự", và Giải thưởng Edgar Wallace từ Câu lạc bộ Báo chí Luân Đôn cũng trong năm đó.
Trong cuốn sách năm 2007 của ông, Nemesis: The Battle for Japan, 1944–45, chương về vai trò của Úc trong năm cuối của cuộc chiến tranh Thái Bình Dương đã bị chỉ trích bởi những người đứng đầu Hiệp hội Returned and Services League of Australia và một trong những nhà sử học tại Đài Tưởng niệm Chiến tranh Úc, do những cáo buộc rằng chương sách này gây ra sự bất mãn trong quân đội Úc. Dan van der Vat trong The Guardian gọi nó là "đồng đều", "làm mới" và "nhạy cảm" và ca ngợi ngôn ngữ được sử dụng. Tờ Spectator gọi nó là "xuất chúng" và ca ngợi ông kể về phía nhân bản của câu chuyện.
Năm 2012, ông được trao giải thưởng Văn học Thư viện Quân sự Pritzker trị giá 100.000 đô la Mỹ, một giải thưởng thành đạt suốt đời cho các văn bản quân sự, bao gồm một danh dự, trích dẫn và huy chương, được tài trợ bởi Quỹ Tawani có trụ sở tại Chicago. Hastings là thành viên của Hội Văn học Hoàng gia và Hội Lịch sử Hoàng gia. Ông là Chủ tịch của Chiến dịch Bảo vệ nông thôn Anh từ 2002-2007.
Hastings là tác giả một chuyên mục trên tờ Daily Mail và cũng thường xuyên viết nhiều bài viết trên các tờ báo khác như The Guardian, The Sunday Times và The New York Review of Books. Ông hiện đang viết một chuyên mục hai tháng một kỳ cho tạp chí Bloomberg Opinion.

## Quan điểm chính trị
Hastings đã hỗ trợ cả Đảng Bảo thủ và Đảng Lao động. Ông tuyên bố hỗ trợ cho Đảng Bảo thủ tại cuộc tổng tuyển cử năm 2010,trước đây đã bỏ phiếu cho Đảng Lao động trong cuộc tổng tuyển cử năm 1997 và 2001. chung cuộc bầu cử. Anh tuyên bố rằng "bốn nhiệm kỳ là quá nhiều đối với bất kỳ chính phủ" và mô tả Gordon Brown là "tâm lý hoàn toàn không thích hợp để làm Thủ tướng".
Vào tháng 8 năm 2014, Hastings là một trong 200 nhân vật quần chúng đã ký một bức thư gửi cho tờ báo The Gủadian để phản đối sự độc lập của Scotland trước cuộc trưng cầu dân ý tháng 9 về vấn đề đó.

## Vietnam: An Epic Tragedy 1945-1975
Vietnam: An Epic Tragedy 1945-1975 (Việt Nam: Một bi kịch vĩ đại 1945-1975) là cuốn sách dày hơn 700 trang về chiến tranh Việt Nam của Hastings, được xuất bản 2018. Ông cho biết đây là cuốn sách chủ yếu viết về người Việt, ông tập trung vào người Việt cả cộng sản và chống cộng, đọc hàng ngàn trang bản dịch các tài liệu và hồi ký, và làm phỏng vấn nhiều người ở cả Mỹ và Việt Nam.
Hatings công nhận là Hồ Chí Minh và Việt Minh luôn xứng đáng được người Việt Nam ngưỡng mộ, biết ơn vì đấu tranh loại bỏ người Pháp khỏi Việt Nam. Nhưng mặt khác, ông cho rằng sự thất bại về kinh tế theo sau việc đưa chủ nghĩa cộng sản vào miền Bắc và sau này trên cả nước đã áp đặt một cái giá quá lớn lên người Việt.
Ông cho là mình đã trình bày công bằng về tầm mức thất bại, sự ngu dốt của người Mỹ, những điều tệ hại mà họ đã làm. Theo Hastings, người Mỹ đã thua vì người Việt Nam căm ghét sự can thiệp của nước ngoài, và người Mỹ đã không hành động dựa theo mong muốn, lợi ích của nhân dân Việt Nam. Tuy nhiên, Mỹ đã thua về quân sự nhưng rốt cuộc "chiến thắng" ở Việt Nam về văn hóa và kinh tế.
Hastings cũng nhắc tới sự bàng quan của Lê Duẩn trước tầm mức thương vong của quân đội để đạt được mục tiêu thống nhất đất nước; tầm mức các chiến dịch ở miền Nam và ở cả miền Bắc sau 1954 như cải cách ruộng đất, hợp tác hóa. Ông cho cuộc chiến tranh Việt Nam là một cuộc chiến áp đặt lên người dân Việt Nam bởi cả người cộng sản và Phương Tây. Ông cho rằng cả hai phe đều không xứng đáng chiến thắng và đều cư xử tệ với nhân dân Việt Nam.

## Đời sống cá nhân
Ông sống ở Hungerford, Berkshire  với người vợ thứ hai, Penelope (nhũ danh Levinson), người mà ông kết hôn năm 1999. Hastings hiện còn một người con trai và một người con gái có với vợ cũ, Patricia Edmondson, người mà ông đã kết hôn từ năm 1972 cho đến năm 1994. Vào năm 2000, một người con trai đầu tiên của ông là Charles, lúc đó mới 27 tuổi, đã tự sát tại Ninh Ba ở Trung Quốc. Ông dành cuốn sách Nemesis: The Battle For Japan 1944–45 để tưởng nhớ người con của mình.

## Các tác phẩm

### Sách

#### Phóng sự
- America 1968: The Fire this Time (Gollancz, 1969) ISBN 0-575-00234-4
- Ulster 1969: The Struggle for Civil Rights in Northern Ireland (Gollancz, 1970) ISBN 0-575-00482-7
- The Battle for the Falklands (with Simon Jenkins) (W W Norton, 1983) ISBN 0-393-01761-3, (Michael Joseph, 1983) ISBN 0-7181-2228-3

#### Tiểu sử
- Montrose: The King's Champion (Gollancz, 1977) ISBN 0-575-02226-4
- Yoni: Hero of Entebbe: Life of Yonathan Netanyahu (Weidenfeld & Nicolson, 1980) ISBN 0-297-77565-0

#### Hồi ký
- Going to the Wars (Macmillan, 2000) ISBN 0-333-77104-4
- Editor: A Memoir (Macmillan, 2002) ISBN 0-333-90837-6
- Did You Really Shoot the Television?: A Family Fable (London, HarperPress, 2010) ISBN 978-0-00-727171-9

#### Lịch sử
- Bomber Command (Michael Joseph, 1979) ISBN 0-7181-1603-8
- The Battle of Britain (with Len Deighton) (Jonathan Cape, 1980) ISBN 0-224-01826-4
- Das Reich: Resistance and the March of the Second SS Panzer Division Through France, June 1944 (Michael Joseph, 1981) ISBN 0-7181-2074-4, (Henry Holt & Co, 1982) ISBN 0-03-057059-X
- Overlord: D-Day and the Battle for Normandy (Simon & Schuster, 1984) ISBN 0-671-46029-3
- Victory in Europe (Weidenfeld & Nicolson, 1985) ISBN 0-297-78650-4  (Little Brown & C, 1992) ISBN 0-316-81334-6
- The Korean War (Michael Joseph, 1987) ISBN 0-7181-2068-X, (Simon & Schuster, 1987) ISBN 0-671-52823-8
- Armageddon: The Battle for Germany 1944–45 (Macmillan, 2004) ISBN 0-333-90836-8
- Warriors: Exceptional Tales from the Battlefield (HarperPress [UK], 2005) ISBN 978-0-00-719756-9
- Nemesis: The Battle for Japan 1944–45 (HarperPress [UK], October 2007) ISBN 0-00-721982-2 (re-titled Retribution: The Battle for Japan, 1944–45 for US release Knopf ISBN 978-0-307-26351-3)
- Finest Years: Churchill as Warlord 1940–45 (London, HarperPress, 2009) ISBN 978-0-00-726367-7 (re-titled Winston's War: Churchill, 1940–1945 for US release by Knopf, 2010, ISBN 978-0-307-26839-6)
- All Hell Let Loose: The World At War 1939–1945 (London, HarperPress, ngày 29 tháng 9 năm 2011) ISBN 978-0-00-733809-2 (re-titled Inferno: The World At War, 1939–1945 for US release by Knopf, ngày 1 tháng 11 năm 2011, ISBN 978-0-307-27359-8. 729 pp)
- Catastrophe: Europe Goes to War 1914 (London, Knopf Press, ngày 24 tháng 9 năm 2013) ISBN 978-0307597052, 640 pp.
- The Secret War: Spies, Codes And Guerrillas 1939–45 (London: William Collins, 2015) ISBN 9780007503742
- Vietnam: An Epic Tragedy 1945-1975 (William Collins, 2018)[17]
- Chastise: The Dambusters Story 1943 (William Collins, 2019) ISBN 9780008280529
- Operation Pedestal: The Fleet that Battled to Malta 1942 (William Collins, 2021) ISBN 978-0008364946
- Men at War: Tales of Their Triumphs and Tragedies Across the Ages (William Collins, 2021) ISBN 978-0008454227

#### Tác phẩm đồng quê
- Outside Days (Michael Joseph, 1989) ISBN 0-7181-3330-7
- Scattered Shots (Macmillan, 1999) ISBN 0-333-77103-6
- Country Fair (HarperCollins, October 2005) ISBN 0-00-719886-8. 288 pp

#### Tuyển tập
- The Oxford Book of Military Anecdotes (ed.) (Oxford University Press, 1985) ISBN 0-19-214107-4

### Báo chí
- Bản mẫu:Chú thích báopaper

## Phim
- Wellington Bomber, phim tài liệu năm 2010 của BBC